# 431 av. J.-C.
Cette page concerne l'année 431 av. J.-C. du calendrier julien proleptique.

## Événements

La Guerre du Péloponnèse, de 431 à 404 av. J.-C. Les alliés de Sparte (ligue du Péloponnèse) : le Péloponnèse, sauf Argos et l’Achaïe, l’Isthme (Corinthe et Mégare), la Béotie, sauf Platées, la Phocide, la Locride, Leucade, Ambracie et la Macédoine (au début du conflit). Ils ont l’avantage sur terre. Athènes et la ligue de Délos dominent sur mer (300 trières, plus 150 à 200 trières de Chio, Lesbos et Corcyre) et ont des moyens financiers supérieurs (tribut des alliés et mines du Laurion). Athènes dispose de 13000 hoplites d’active (de 20 à 49 ans).

- Mars-avril : Médée, d’Euripide, est présenté aux Grandes Dionysies à Athènes[1].
- Avril : les Thébains attaquent Platées[2].
  - Début de la guerre du Péloponnèse entre Athènes et Sparte sous le prétexte qu’Athènes avait apporté son aide à Corcyre lors d’un conflit avec Corinthe (fin en 404 av. J.-C.). Au printemps, les Thébains, appelés par les oligarques de Platées, s’emparent de la ville, mais sont massacrés ou faits prisonniers par le peuple. Le gros des forces thébaines envahit alors le territoire de Platée, puis se retire sous la promesse que les 180 prisonniers thébains auront la vie sauve. Ils sont massacrés, malgré Athènes, qui aurait voulu les épargner. Athènes installe une garnison à Platée.
- 18 juin (date traditionnelle) : victoire du dictateur romain Aulus Postumius Tubertus à la bataille du mont Algide contre les Èques et les Volsques[3] (ou en 430 av. J.-C.)[4].
- 20 juin[2] : 60 000 hoplites péloponnésiens ou béotiens marchent sur l’Attique. Périclès fait venir à Athènes la population de l’Attique qui est ravagée par Sparte. Athènes, assiégée, est ravitaillée par la flotte (431/428 av. J.-C.).
  - Guerre d’usure : Sparte envahit tous les ans l’Attique, détruisant les récoltes, jusqu'en 425 av. J.-C. (sauf en 429 av. J.-C. et 426 av. J.-C.). Les Athéniens, retranchés derrière leurs murs, utilisent leur flotte pour ravager les côtes du Péloponnèse et couper les communications avec la Grande Grèce.
- 3 août : Éclipse solaire[5], notée par Thucydide. Elle marque la date de la guerre du Péloponnèse comme la première date absolue de l’histoire grecque.
- 14 novembre : début à Rome du consulat de T. Quinctius Pœnus Cincinnatus et C. (ou Cn.) Iulius Mento[4].
- Début du règne d'Amani-nete-yerike, roi de Méroé (fin en 405 av. J.-C.)[6]. Il est âgé de 41 ans lorsque les chefs des armées le choisissent pour roi. Il mène une campagne militaire pour faire preuve de sa bravoure, puis se rend à Napata au temple d’Amon, où de grandes réjouissances sont organisées, dont une procession aux flambeaux. Sa mère, qui porte le titre de candace, l’accompagne pendant toutes les cérémonies officielles et reçoit les honneurs dus à la première dame du royaume[7].
- Brasidas devient éphore de Sparte (fin en 430 av. J.-C.)[8].
- La flotte athénienne ravage l’Élide[9] et s’empare de Céphalonie, ce qui permet aux Athéniens de contrôler la sortie du golfe de Corinthe.
- Athènes expulse tous les habitants d'Égine accusés d'avoir contribué au déclenchement de la guerre et repeuple l'île avec des clérouques, ce qui permet de protéger les abords du Pirée[10].

## Naissances
- Denys l'Ancien, tyran de Syracuse.

## Décès
- Phidias (ou 430 av. J.-C.)